# Harpullia largifolia
Harpullia largifolia är en kinesträdsväxtart som beskrevs av Ludwig Radlkofer. Harpullia largifolia ingår i släktet Harpullia och familjen kinesträdsväxter. Inga underarter finns listade i Catalogue of Life.